# Joaquín Bardavío
Joaquín Bardavío Oliden (Zaragoza, 1940-Madrid, 19 de julio de 2021) fue un periodista, cronista, ensayista y escritor español. Está considerado como uno de los grandes cronistas de la Transición española.

## Biografía
Nacido en Zaragoza. Durante su juventud descubrió su vocación periodística que desempeñó durante gran parte de su vida, en diversos medios. Primero en el diario Madrid (1963-1969), donde además de trabajar como enviado especial y editorialista, se especializó en información política. También fue corresponsal en más de treinta países, entre otros: Filipinas, Irak, Jordania, Siria, Tailandia y Vietnam del Sur.
Posteriormente fue nombrado Director de Colpisa (1969). Laureano López Rodó le nombró responsable de los Servicios Informativos de la Presidencia del Gobierno (1970-1973), durante los años en los que los tecnócratas preparaban su segundo Plan de Desarrollo, en su última etapa, bajo las órdenes del almirante Luis Carrero Blanco.
Tras el fallecimiento de su mujer, enviudó con sus dos hijas: Sandra y Paloma.
Fue el primer periodista que se enteró de la entrevista mantenida entre Adolfo Suárez y Santiago Carrillo en un chalet a las afueras de Madrid, donde el líder comunista aceptó la monarquía y la bandera. Bardavío fue el primero que relató sus pormenores.
Falleció en la mañana del 19 de julio de 2021, en su domicilio madrileño.

## Obras
Entre sus obras destacan:
- Sociología política. Madrid, Ibérico Europea de Ediciones, 1969.
- La Crisis: historia de quince días, Madrid, Ediciones Sedmay, 1974, sobre el atentado del almirante Carrero Blanco.
- Políticos para una crisis, Madrid, Ediciones Sedmay, 1975.
- El dilema, Madrid, Ediciones Sedmay, 1978, sobre el reto que suponía el cambio político.[7]
- Los silencios del Rey, Madrid, Atrios Editores, 1979, sobre los primeros años de la Transición.
- Sábado santo rojo, Madrid, Uve, 1980, sobre la legalización del Partido Comunista de España.[8]
- La rama trágica de los Borbones, Barcelona, Actualidad y Libros, 1989.
- Retrato de Federico Mayor Zaragoza, Barcelona, Galaxia Gutenberg, 1994.
- Con Justino Sinova Todo Franco: franquismo y antifranquismo de la A a la Z, Barcelona, Plaza & Janés, 2000. Un recorrido por los protagonistas y escenarios del franquismo.[9]
- Crónica de la Transición (1973-1978), Barcelona, Ediciones B, 2009.
- El reino de Franco: biografía de un hombre y su época, Barcelona, Ediciones B, 2015. Una de las biografías más completas de Francisco Franco. ISBN 978-8466657051